# الکساندر دولگوپولوف
الکساندر دولگوپولوف (به اوکراینی: Alexandr Dolgopolov) (زاده ۷ نوامبر ۱۹۸۸ - کی‌یف) تنیس‌باز اهل کشور اوکراین است.
دولگوپولوف در مسابقات بین‌المللی مهمی شرکت کرده است که می‌توان به صعود وی به مرحله یک چهارم نهایی مسابقات تنیس آزاد استرالیا در سال ۲۰۱۱ اشاره کرد، بهترین رتبه وی در رتبه‌بندی جهانی تنیس ۱۳ (۱۶ ژانویه ۲۰۱۲) بوده است.